# Svaðilfœri
Nella mitologia norrena, Svaðilfœri era un cavallo magico, posseduto da un gigante di brina, mascherato da fabbro umano, che costruì per gli Æsir le mura di Ásgarðr.
Questo cavallo è il padre di Sleipnir.
L'etimologia del nome è oscura, benché alcune fonti indicano "schiavo", ma il dizionario di islandese antico di Zoëga non lo menziona, il nome pertanto potrebbe essere collegato a svaðil-ferð ("disastro") e significherebbe "sventurato".

## Le mura di Ásgarðr
Snorri Sturluson nella sua Edda in prosa racconta dettagliatamente il mito della nascita di Sleipnir:
Dopo che le mura di Ásgarðr erano state gravemente danneggiate dalla guerra fra gli Æsir e i Vanir, gli dèi decisero di costruire un nuovo recinto robusto e sicuro contro gli attacchi dei giganti, nel caso che questi ultimi fossero riusciti ad entrare in Miðgarðr, il mondo degli uomini, e potevano minacciare le dimore degli dèi.
Allora si presentò un fabbro, che si offrì di ricostruire in diciotto mesi le mura più forte e alte di prima, ma in cambio avrebbe dovuto ottenere Freyja come sposa, e il Sole e la Luna. Allora gli dèi si riunirono in consiglio e decisero di affidare il compito a tale fabbro, e che avrebbe avuto la ricompensa da lui richiesta se il lavoro fosse stato portato a termine in un solo inverno. Stabilirono inoltre che egli non avrebbe dovuto avere aiuto da alcuno nel compiere il lavoro. Il fabbro accettò tale compromesso e, per intercessione di Loki ottenne di poter utilizzare il suo cavallo Svaðilfœri.
(Snorri Sturluson - Edda in prosa - Gylfaginning XLII - Traduzione di Stefano Mazza)
Pertanto cominciò la ricostruzione delle mura della fortezza: di giorno lavorava e di notte trasportava le pietre con il suo cavallo, e agli dèi pareva straordinario il lavoro che quest'ultimo poteva compiere, tant'è che pareva che più di metà del lavoro veniva fatta dall'animale anziché dal fabbro. Ma il giuramento ormai era stato pronunciato anche di fronte a dei testimoni, perché il fabbro non si sentiva al sicuro fra gli dèi, tantomeno se Thor fosse tornato a casa, giacché in quel periodo era a combattere altri giganti in oriente.
Il lavoro pertanto procedeva molto speditamente e, a solo tre giorni dalla fine dell'inverno, mancava solo la costruzione della porta per ultimare il lavoro. Allora gli dèi si riunirono in consiglio, chiedendosi chi mai poteva aver consigliato di accettare di privarsi di Freyja e di spogliare il cielo delle sue luci. Furono tutti concordi nell'indicare Loki come responsabile di ciò, data la sua natura ingannatrice. Essi perciò lo aggredirono armati e gli promisero ogni sorta di punizione se il lavoro fosse stato compiuto, e il dio si impaurì così tanto che giurò di porre rimedio alla situazione.
Allora, la sera stessa, Loki si tramutò in una puledra e nitrì richiamando Svaðilfœri. Quest'ultimo, non appena udì il richiamo, strappò le briglie e si precipitò verso la foresta, dove si trovava il dio trasformato; il fabbro fu costretto a rincorrerlo e, poiché i due cavalli corsero per la foresta tutta la notte, il lavoro subì un certo rallentamento. Il fabbro, realizzando questo, fu preso dalla furia dei giganti, al che la sua natura fu chiaramente svelata agli dèi, i quali richiamarono Thor, che immediatamente fece roteare in aria il suo possente martello Mjöllnir e uccise il gigante, spedendolo nel mondo più infimo: il Niflhel.
Loki, per poter completare i suoi propositi di distrazione, alla fine aveva completamente sedotto il cavallo al punto che si ripresentò agli dèi solo alcuni mesi dopo con un cavallo a otto zampe, figlio suo e del magico Svaðilfœri. Tale bestia era la migliore di tutte, si trattava di Sleipnir, e fu dato ad Odino.

## Nell'Edda poetica
Così è citata la vicenda nella Vǫluspá, il primo poema dell'Edda poetica:
á rökstóla,

ginnheilög goð,

ok gættusk of þat,

hverr hefði lopt alt

lævi blandit

eða ætt iötuns

Óðs mey gefna.

Þórr einn þar vá

þrunginn móði,

hann sialdan sitr,

es slíkt of fregn;

á gengusk eiðar,

orð ok særi,

mál öll meginlig,

es á meðal fóru.»
ai troni del giudizio

divinità santissime

e su questo deliberarono:

chi avesse nell'aria

immesso il male

e alla progenie dei giganti

dato la compagna di Óðr.

Là solo  Þórr si levò

gonfio di furore:

non indugiò un istante

quando seppe tali fatti.

Ruppero i giuramenti,

le parole e i sacri voti,

ogni possente patto

che fra loro avevano stretto.»
(Edda poetica - Völuspá - Profezia della Veggente XXV-XXVI)